# Acroricnus ambulator
Acroricnus ambulator är en stekelart som först beskrevs av Smith 1874.  Acroricnus ambulator ingår i släktet Acroricnus och familjen brokparasitsteklar.

## Underarter
Arten delas in i följande underarter:
- A. a. chinensis
- A. a. rufiabdominalis